# Ludwig Böhme
Ludwig Böhme (* 2. Juli 1979 in Rodewisch) ist ein deutscher Sänger (Bariton) und Chordirigent. Zum 1. September 2022 übernahm er die Leitung des Windsbacher Knabenchors.

## Werdegang
Ludwig Böhme ist Sohn des Leipziger Thomasorganisten Ullrich Böhme und der Organistin und Hochschullehrerin Martina Böhme. Er hatte bereits im Vorschulalter Klavier- und Gesangsunterricht. Von 1989 bis 1998 war er Mitglied des Leipziger Thomanerchores, wo er Erster Präfekt des Chores war und von 2001 bis 2002 auch Assistent des Thomaskantors.
Nach seinem Abitur an der Leipziger Thomasschule studierte er an der Hochschule für Musik und Theater „Felix Mendelssohn Bartholdy“ Leipzig Chordirigieren bei Georg Christoph Biller, Dirigieren bei Horst Neumann, Gesang bei Dirk Schmidt und Klavier bei Markus Tomas. Seine Diplomprüfung mit einer Arbeit zu Josquin des Préz bestand er mit Auszeichnung. Er absolvierte anschließend ein Aufbaustudium bei Roland Börger, das er 2007 mit dem Konzertexamen abschloss. Es folgte ein Lehrauftrag für Chordirigieren an der Evangelischen Hochschule für Kirchenmusik in Halle.
Ludwig Böhme ist verheiratet mit der Erziehungswissenschaftlerin Katja Böhme, das Ehepaar hat zwei Kinder.

## Sänger und Chorleiter
Ludwig Böhme ist Mitbegründer des preisgekrönten Calmus Ensemble Leipzig. Als Bariton sang Böhme mit dem Vokalquintett von 1999 bis 2022 circa 60 Konzerte pro Jahr. Im Zuge seines Wechsels nach Windsbach verließ er das Ensemble.
Von 2002 bis 2022 war Böhme Leiter des der Alten Musik verschriebenen Kammerchores Josquin des Préz. In dieser Funktion ist er Mitinitiator des 2004 ins Leben gerufenen Vorhabens „Josquin – Das Projekt“, welches zusammen mit dem Kammerchor Josquin des Préz innerhalb von 13 Jahren alle Werke des Renaissancemeisters in Leipzig komplett aufgeführt hat. Nach 36 Konzerten wurde das Projekt am 3. September 2017 in der Leipziger Thomaskirche vollendet. Mit dem Kammerchor errang er den Ersten Preis beim Deutschen Chorwettbewerb 2018.
Ab April 2012 leitete Ludwig Böhme neben dem Kammerchor Josquin des Préz als Nachfolger von Helmut Klotz auch den Leipziger Synagogalchor. Die Leitung dieses Chores gab er zum 1. September 2022 mit seinem Wechsel zum Windsbacher Knabenchor an Philipp Goldmann ab.

## Künstlerischer Leiter beim Windsbacher Knabenchor
Ab 1. September 2022 übernahm Ludwig Böhme die künstlerische Leitung des Windsbacher Knabenchors. Eine neunköpfige Findungskommission hatte ihn zuvor nach einem Bewerbungsverfahren zum Nachfolger von Martin Lehmann gewählt, der als Kreuzkantor nach Dresden wechselte. Dabei konnte sich Böhme gegen 25 Mitbewerber durchsetzen. Böhmes Wahl zum Chorleiter in Windsbach wurde mit Mehrheit aus Belegschaft und Chorsängern mitgetragen.